# Aplodontia rufa
O Castor-das-montanhas (Aplodontia rufa) é um roedor primitivo, aparentando aos esquilos, e apesar do nome popular nada tem de parentesco com os castores. É encontrado apenas na América do Norte em quatro populações disjuntas: (1) do sudoeste da Columbia Britânica ao noroeste da Califórnia, passando pelas regiões montanhosas de Cascatas, Olímpica, Costeira e Siskiyou; (2) do Monte Shasta, na Califórnia, ao sudoeste através da Serra Nevada do leste da Califórnia e extreme oste de Nevada; e a sudeste pela região costeira da Califórnia; (3) região de Ponta Arena, no condado de Mendocino; e (4) região de Ponta Reyes, no condado de Marin.

## Subespécies
- Aplodontia rufa californica (Peters, 1864) - Serra Nevada do leste da Califórnia e extremo oeste de Nevada.
- Aplodontia rufa humboldtiana Taylor, 1916 - noroeste da Califórnia, do sul do Rio Klamath até a Baía de Humboldt.
- Aplodontia rufa nigra Taylor, 1914 - região de Ponta Arenas, área costeira do condado de Mendocino.
- Aplodontia rufa pacifica Merriam, 1899 - Cadeia da Costa do Oregon ao extreme noroeste da Califórnia, ao norte do Rio Klamath.
- Aplodontia rufa phaea Merriam, 1899 - região de Ponta Reyes, área costeira do condado de Marin.
- Aplodontia rufa rainieri Merriam, 1899 - Cadeia de Klamath no norte da Califórnia e Cadeia Cascata do Oregon ao sudoeste da Columbia Britânica.
- Aplodontia rufa rufa (Rafinesque, 1817) - extreme sudoeste da Columbia Britânica ao sul do Rio Fraser e a leste de Hope, e regiaõ da Cadeia da Costa em Washington.